# Донже (Горња Марна)
Донже (фр. Donjeux) насеље је и општина у североисточној Француској у региону Шампањ-Арден, у департману Горња Марна која припада префектури Сен Дизје.
По подацима из 2011. године у општини је живело 368 становника, а густина насељености је износила 28,66 становника/km². Општина се простире на површини од 12,84 km². Налази се на средњој надморској висини од 216 метара.

## Демографија
| 1962. | 1968. | 1975. | 1982. | 1990. | 1999. | 2011. |
| ----- | ----- | ----- | ----- | ----- | ----- | ----- |
| 416   | 438   | 449   | 483   | 452   | 405   | 368   |

График промене броја становника у току последњих година